# Solas (film)
Solas is een Spaanse film  uit 1999, geregisseerd door Benito Zambrano.

## Verhaal
Maria kan haar autoritaire vader niet verdragen en verhuist naar de stad. Ze wordt zwanger en niet lang daarna komt haar moeder bij haar wonen. Haar buurman, een oude kluizenaar, begint uit zijn schulp te komen en de drie proberen elkaar de kracht te geven om opnieuw te beginnen.

## Rolverdeling
| Acteur               | Personage |
| -------------------- | --------- |
| María Galiana        | Madre     |
| Ana Fernández        | María     |
| Carlos Álvarez-Nóvoa | Vecino    |
| Antonio Dechent      | Médico    |
| Paco De Osca         | Padre     |

## Ontvangst

### Recensies
Op Rotten Tomatoes geeft 90% van de 20 recensenten de film een positieve recensie, met een gemiddelde score van 7,16/10. Website Metacritic komt tot een score van 75/100, gebaseerd op 16 recensies, wat staat voor "Generally favorable reviews" (over het algemeen gunstige recensies)

### Prijzen en nominaties
Een selectie:
| Jaar | Evenement                      | Categorie                  | Genomineerde                                  | Resultaat   |
| ---- | ------------------------------ | -------------------------- | --------------------------------------------- | ----------- |
| 2000 | Premios Goya (14de uitreiking) | Beste film                 | Solas                                         | Genomineerd |
| 2000 | Premios Goya (14de uitreiking) | Beste regisseur            | Benito Zambrano                               | Genomineerd |
| 2000 | Premios Goya (14de uitreiking) | Beste vrouwelijke bijrol   | María Galiana                                 | Gewonnen    |
| 2000 | Premios Goya (14de uitreiking) | Beste debuterend acteur    | Carlos Álvarez-Nóvoa                          | Gewonnen    |
| 2000 | Premios Goya (14de uitreiking) | Beste debuterend actrice   | Ana Fernández                                 | Gewonnen    |
| 2000 | Premios Goya (14de uitreiking) | Beste origineel scenario   | Benito Zambrano                               | Gewonnen    |
| 2000 | Premios Goya (14de uitreiking) | Beste debuterend regisseur | Benito Zambrano                               | Gewonnen    |
| 2000 | Premios Goya (14de uitreiking) | Beste montage              | Fernando Pardo                                | Genomineerd |
| 2000 | Premios Goya (14de uitreiking) | Beste productiemanager     | Eduardo Santana                               | Genomineerd |
| 2000 | Premios Goya (14de uitreiking) | Beste geluid               | Jorge Marín, Patrick Ghislain, Carlos Faruolo | Genomineerd |
| 2000 | Premios Goya (14de uitreiking) | Beste filmmuziek           | Antonio Meliveo                               | Genomineerd |